# Stratford (Connecticut)
Stratford és un poble dels Estats Units a l'estat de Connecticut. Segons el cens del 2005 tenia 49.943 habitants.

## Demografia
Segons el cens del 2000, Stratford tenia 49.976 habitants, 19.898 habitatges, i 13.630 famílies. La densitat de població era de 1.097 habitants/km².
Dels 19.898 habitatges en un 28,5% hi vivien nens de menys de 18 anys, en un 52,5% hi vivien parelles casades, en un 12,5% dones solteres, i en un 31,5% no eren unitats familiars. En el 27,1% dels habitatges hi vivien persones soles el 14,1% de les quals corresponia a persones de 65 anys o més que vivien soles. El nombre mitjà de persones vivint en cada habitatge era de 2,49 i el nombre mitjà de persones que vivien en cada família era de 3,04.
Per edats la població es repartia de la següent manera: un 23% tenia menys de 18 anys, un 5,8% entre 18 i 24, un 28,5% entre 25 i 44, un 23,5% de 45 a 60 i un 19,2% 65 anys o més.
L'edat mediana era de 40 anys. Per cada 100 dones de 18 o més anys hi havia 85,6 homes.
La renda mediana per habitatge era de 53.494 $ i la renda mediana per família de 64.364 $. Els homes tenien una renda mediana de 45.552 $ mentre que les dones 34.575 $. La renda per capita de la població era de 26.501 $. Aproximadament el 3,5% de les famílies i el 5% de la població estaven per davall del llindar de pobresa.

## Poblacions més properes
El següent diagrama mostra les poblacions més properes.